# 大衛·鄧寧
大衛·亞蘭·鄧寧是一名美國社會心理學家和密西根大學心理學教授。他也是康乃爾大學的退休心理學教授。

## 教育
鄧寧在1982年獲得密西根州立大學學士學位，並在1986年獲得史丹佛大學博士學位，均為心理學專業。

## 研究成果
鄧寧已經發表了80多篇經同行評議的論文、書籍章節和評論文章。他因與現在紐約大學史登商學院的賈斯汀·克魯格共同撰寫1999年的研究報告而知名。這項研究表明，在某些任務中表現最差的人，如判斷幽默、語法和邏輯，明顯高估了他們在這項任務中的能力。這項研究後來產生所謂的鄧寧-克魯格效應，這是一種認知偏誤，即人們錯誤地將自己的認知能力評估為比實際情況更強。該研究還發現，在識別某個笑話有多好笑方面表現略高於平均水平的人，往往在評估他們在指定任務中的表現時最準確，而表現最好的人往往認為他們的表現只略高於平均水平。2012年，鄧寧在接受Ars Technica採訪時說，他以為這篇論文永遠不會發表，並且對這個想法在如此多的領域中走紅的時間和程度感到震驚。

## 職務
鄧寧是人格與社會心理學學會和人格與社會心理學基金會的主管。他還曾擔任《個性與社會心理學雜誌》的副編輯。

## 獎項
2021年，鄧寧被史丹佛大學列為世界上被引用次數最多的前2%的心理學家。